# Llengua clàssica
Una llengua clàssica és aquella que ja no es parla de manera habitual per una comunitat però que es conserva per raons culturals i amb una tradició literària independent i una gran quantitat de literatura escrita antiga.
És un idioma de prestigi que es continua aprenent per part de membres de la nova generació (generalment estudiosos) per poder accedir als textos del període on la llengua estava viva. S'usa aquest terme per matisar dins del grups de les llengües mortes o extintes, que ni es parlen ni s'aprenen d'una manera majoritària.
Un exemple clar de llengua clàssica seria el llatí, que s'estudia a la majoria de facultats del món i sovint també a l'educació secundària com a idioma de cultura. D'altres exemples són el grec i l'àrab clàssics i el sànscrit. El llatí es va convertir en la llengua franca del principi de l'Imperi Romà i més tard de l'Imperi Romà d'Occident. Malgrat la decadència de l'Imperi Romà d'Occident, la llengua llatina va continuar florint en l'entorn social i econòmic molt diferent de l'Edat Mitjana, sobretot perquè es va convertir en la llengua oficial de l'Església Catòlica Romana). A l'Europa occidental i central i en algunes parts del nord d'Àfrica, el llatí va mantenir el seu elevat estatus com a principal vehicle de comunicació per a les classes doctes durant tota l'edat mitjana i posteriorment; testimoni especialment els períodes renaixentista i barroc. I ben entrat el segle XXI, el llatí encara s'ensenya als Estats Units, sobretot a escoles privades d'elit.